# ドーン・マリー・ジョンストン
ドーン・マリー・ジョンストン（Dawn Marie Johnston）は、アメリカ合衆国の元女子プロレスラー。1980年代から1990年代初頭にかけて全日本女子プロレスやNWF、WWF（現・WWE）、LPWAで活動した。

## 来歴
1985年夏に全日本女子プロレスに来日し、6人タッグとしてデズリー・ピーターセン&ダンプ松本と組み、ジャガー横田&JBエンジェルス（立野記代&山崎五紀）と対戦。ヒールとして試合開始前に奇襲攻撃を仕掛け、ベビーフェイスはすぐに戻るも12分でダンプが勝利。
1986年3月、ボストン・ガーデンで行われたWWFにてベルベット・マッキンタイヤーと組み、ブル中野&ダンプ松本組と対戦。1987年のサバイバー・シリーズにもセンセーショナル・シェリーのチームとして出場。
1990年初頭はLPWAに参戦し、マグニフィセント・ミミやラスティー・“ザ・フォックス”・トーマス、キャット・ルル、レジー・ベネットと対戦した。